# Fenilpropanoide
I fenilpropanoidi  sono una famiglia diversificata di composti organici sintetizzati dalle piante a partire dagli amminoacidi tirosina o della fenilalanina.
I fenilpropanoidi si trovano in tutto il regno vegetale, dove fungono da componenti essenziali di una serie di polimeri strutturali (come ad esempio la lignina), forniscono protezione dalla luce ultravioletta, difendono da erbivori e patogeni (cumarine) e mediano le interazioni pianta-impollinatore come pigmenti floreali e composti profumati.
Presenta una struttura diversa rispetto ai polichetidi, in quanto non completamente aromatizzata. La struttura, come evidente dal nome, è caratterizzata da un'unità fenilica (C6) legata a un'unità C3 (propanoica). 
Tra le polimerizzazioni si ricordano la formazione della lignina. Dal suo metabolismo può essere prodotto ammonio che viene utilizzato dalle piante per la sintesi di aminoacidi.